# Zgornja Draga
Zgornja Draga je naselje v Občini Ivančna Gorica.

## Lega
Zgornja Draga je razloženo naselje v Dolenjskem podolju, ki leži nad železniško progo in cesto zahodno od Ivančne Gorice.

## Umetnostni spomeniki
V kraju stoji podružnična cerkev sv. Martina, ki se kljub majhnosti uvršča med najpomembnejše spomenike slovenske romanske arhitekture.